# Laudonfalva
Laudonfalva (Bălcăuți) település Romániában, Bukovinában, Suceava megyében.

## Története
A település nevét 1471-ben említette először oklevél.
A 2002 évi népszámláláskor 3393 lakosa volt, ebből 2364 ukrán, 1021 román.